# سيليوس
سيليوس، (بالإنجليزية: Silius)‏، هي مدينة وبلدية في مقاطعة جنوب سردينيا، إيطاليا. في عام 2001 كان عدد سكانها 1384.

## السكان
في سنة 1861 بلغ عدد السكان 823 نسمة، وتطور العدد ليصل في سنة 2011 لـ 1٬271 نسمة.
يظهر هذا المخطط البياني تطور النمو السكاني لـ سيليوس